# Abbots Morton
Abbots Morton est un village et une paroisse civile du Worcestershire, en Angleterre. Il est situé dans l'est du comté, près de la frontière du Warwickshire, à une vingtaine de kilomètres à l'est du centre-ville de Worcester. Administrativement, il relève du district de Wychavon.

## Toponymie
Morton est un nom de lieu courant en Angleterre. Il provient du vieil anglais et désigne une ferme (tūn) située dans une région de landes ou de marécages (mōr). Il est attesté dans le Domesday Book, compilé en 1086, sous le nom Mortune. L'élément Abbots, ajouté ultérieurement, signale son appartenance à l'abbaye d'Evesham.

## Histoire
Compilé à la fin du règne de Guillaume le Conquérant, le Domesday Book décrit Abbots Morton comme un petit village de 9 feux, d'une valeur annuelle estimée à 1 livre et 10 shillings. Le domaine est la propriété des moines de l'abbaye d'Evesham, mais le seigneur d'Abbots Morton est Ranulf, le frère de l'abbé Gautier de Cerisy (en).

## Démographie
Au recensement de 2011, la paroisse civile d'Abbots Morton comptait 143 habitants.
| Année      | 1801 | 1811 | 1821 | 1831 | 1841 | 1851 | 1881 | 1891 | 1901 | 1911 | 1921 | 1931 | 1951 | 1961 | 2011 |
| Population | 191  | 231  | 236  | 233  | 234  | 235  | 212  | 153  | 146  | 160  | 156  | 131  | 132  | 149  | 143  |

## Culture locale et patrimoine

### Lieux et monuments

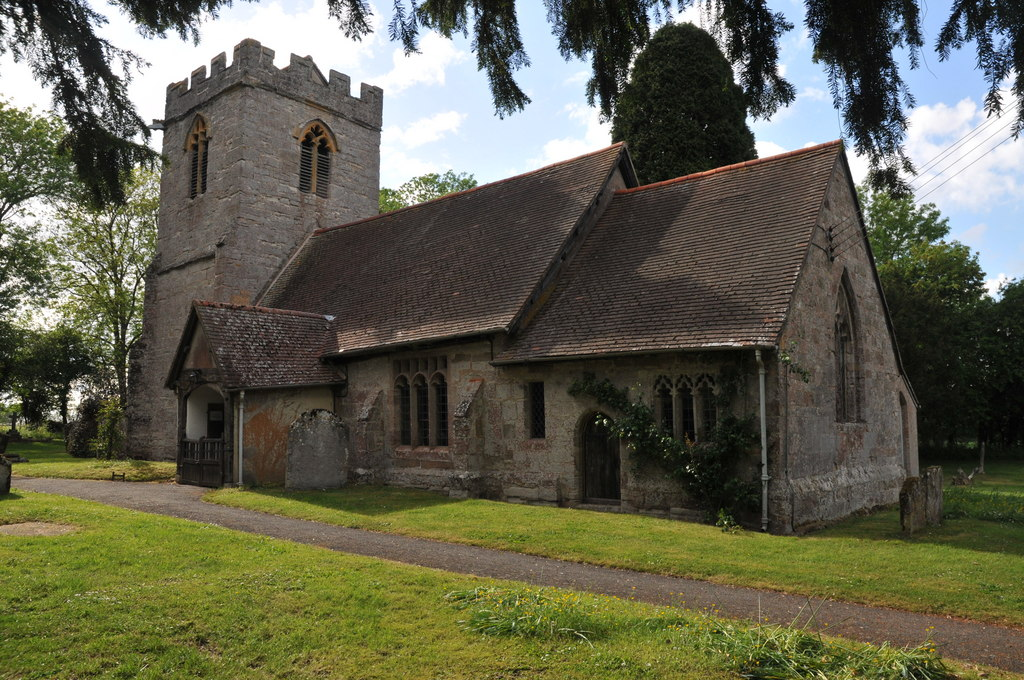
L'église d'Abbots Morton.

L'église paroissiale d'Abbots Morton est dédiée à saint Pierre. Construite à la fin du XIIe siècle, elle est développée aux XIVe et XVe siècles et connaît plusieurs restaurations au cours des siècles qui suivent. Elle constitue un monument classé de Grade I depuis 1959.

### Personnalités liées
- L'avocat Gordon Borrie (en) (1931-2016) a pour résidence principale Manor Farm, à Abbots Morton, où il meurt à l'âge de 85 ans[6]. Lorsqu'il est nommé pair à vie, en 1995, son titre est « baron Borrie, d'Abbots Morton dans le comté de Hereford and Worcester (en)[7] ».
- L'homme politique Peter Walker (1932-2010) vit également à Abbots Morton à partir des années 1980[8]. Lorsqu'il est nommé pair à vie, en 1992, son titre est « baron Walker de Worcester, d'Abbots Morton dans le comté de Hereford et Worcester[9] ».